# ТЕС Тавіла B
24°45′58″ пн. ш. 54°41′8″ зх. д. / 24.76611° пн. ш. 54.68556° зх. д.
ТЕС Тавіла B — теплова електростанція на північному сході емірату Абу-Дабі (Об'єднані Арабські Емірати).
У 1995 році на електроенергетичному майданчику в Тавілі запустили другу чергу — Тавіла В (при цьому за кілька років по тому першу чергу виокремили та приватизували під назвою ТЕС Тавіла А1). Вона складалась із шести парових турбін потужністю по 122 МВт, залишкове тепло від яких використовувалось для роботи такої ж кількості технологічних лінії по опрісненню води загальною продуктивністю 345 млн літрів на добу (працюють за технологією багатостадійного випаровування).
А в 1999—2001 роках ввели в експлуатацію чергу Тавіла В2, котра складається із одного парогазового блока комбінованого цикла потужністю 342 МВт. Він має дві газові турбіни по 97 МВт, які через відповідну кількість котлів-утилізаторів живлять одну парову турбіну з показником 143 МВт. Ті ж котли живлять три лінії опріснення загальною продуктивністю 105 млн літрів на добу.
Нарешті, в 2008-му став до ладу ще один парогазовий блок номінальною потужністю 947 МВт, створений за проектом Taweelah New B Extension (TNBE). Він має 3 газові турбіни потужністю по 237 МВт, які живлять одну парову турбіну з показником 330 МВт. У комплексі з цим блоком спорудили опріснювальні потужності продуктивністю біля 310 млн літрів на добу.
Станція розраховувалась на споживання природного газу, котрий надходив по трубопроводу від газопереробного комплексу Хабшан. А починаючи з 2007-го до Тавіли вивели офшорний трубопровід від Рас-Лаффана, через який постачається катарський газ.
Для охолодження використовується морська вода, котра подається на майданчик по каналу довжиною 2 км (він же живить ТЕС Тавіла A1 та ТЕС Тавіла А2).
Зв'язок станції з енергосистемою відбувається по ЛЕП, розрахованим на роботу під напругою 400 кВ та 132 кВ.